# Rathaus (Marktzeuln)

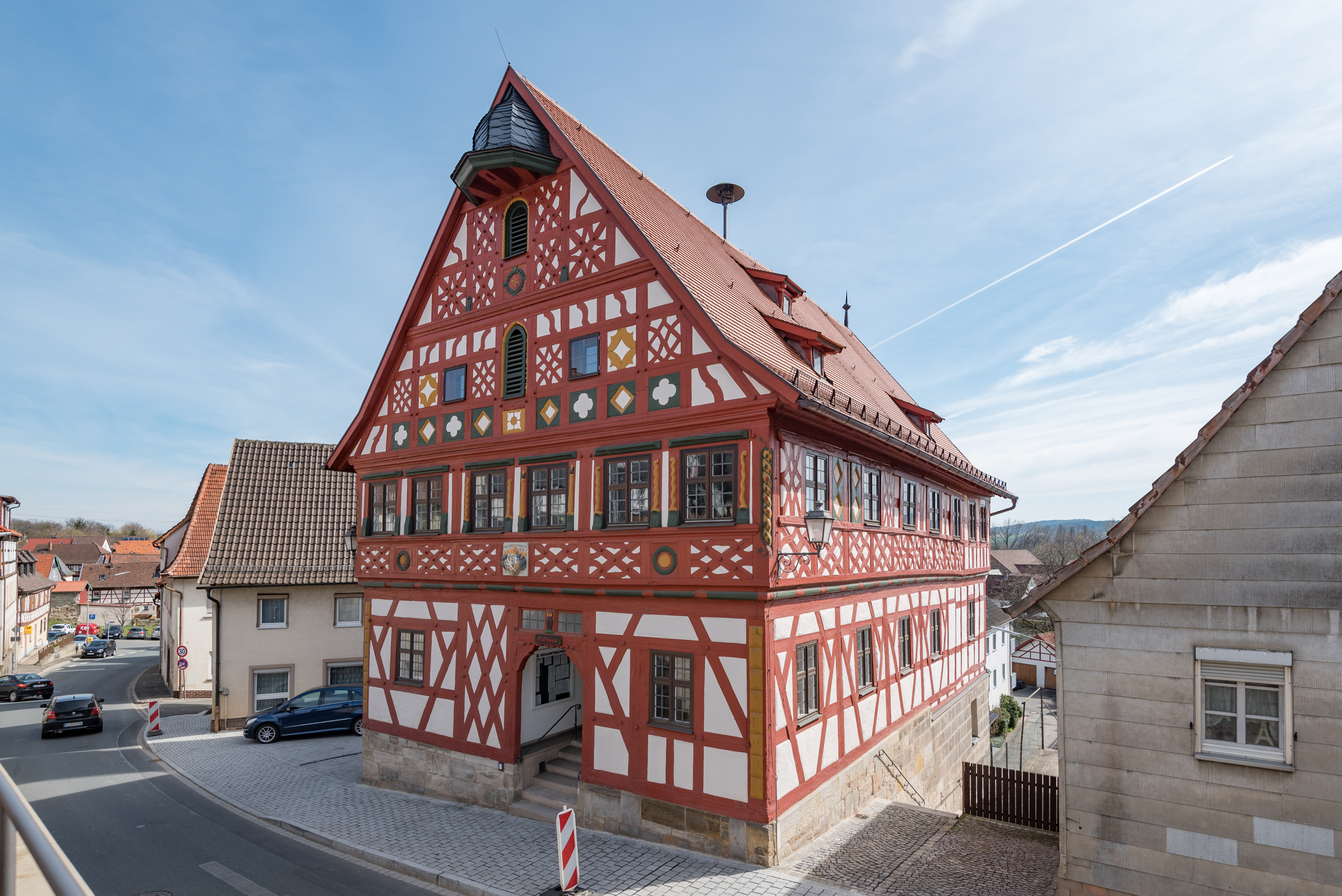
Rathaus in Marktzeuln

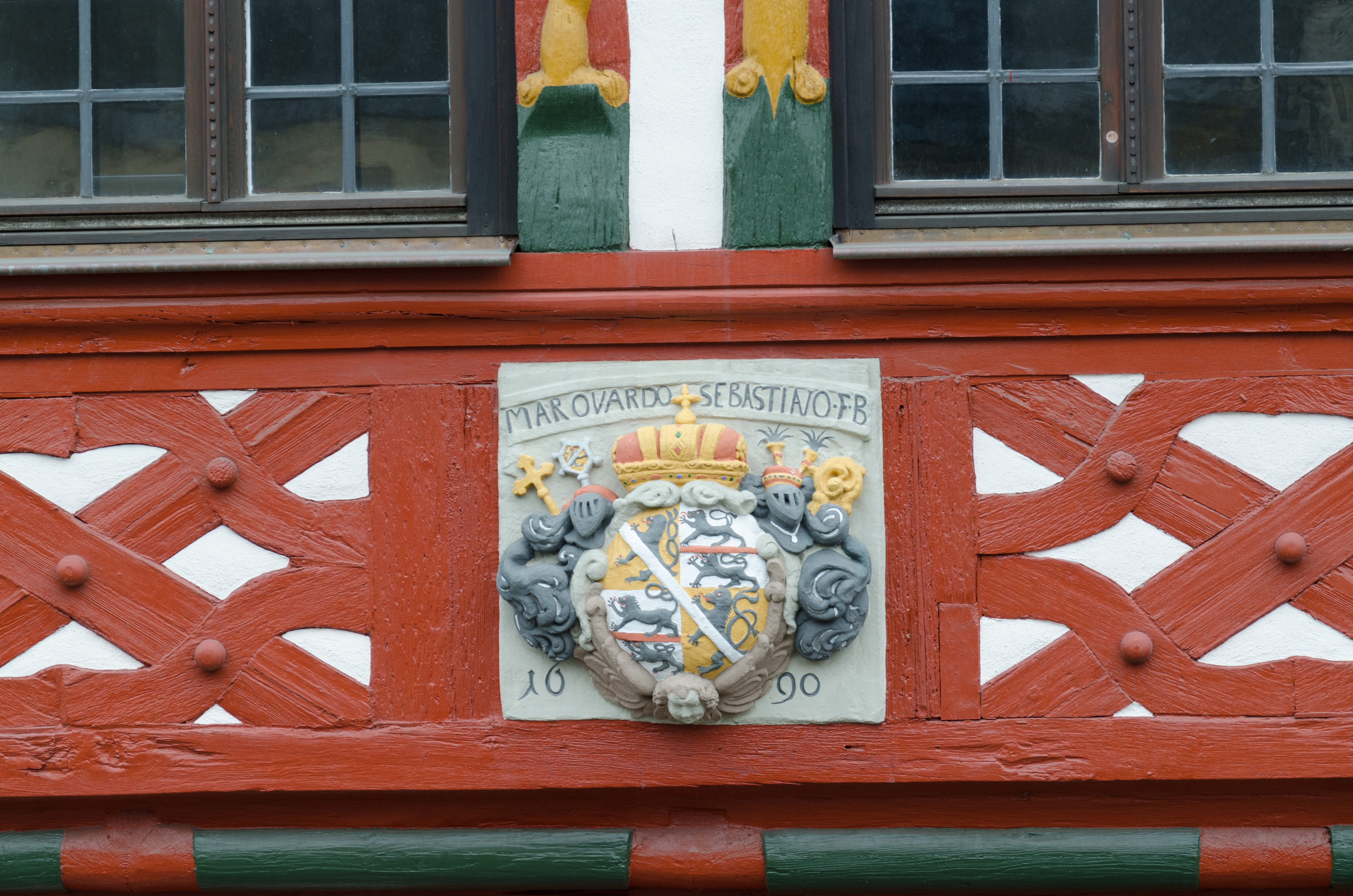
Wappen der Marktgemeinde

Das Rathaus in Marktzeuln, einer Marktgemeinde im oberfränkischen Landkreis Lichtenfels in Bayern, wurde 1690 von Hans Mühlhans und Karl Fuß errichtet. Das Rathaus mit der Adresse Am Flecken 29 ist ein geschütztes Baudenkmal.
Das zweigeschossige giebelständige Fachwerkhaus mit Satteldach und seitlichem Treppenturm wurde über einem Sockel des 16. Jahrhunderts errichtet. Die West- und Südseite sind verschiefert. Der Treppenturm wird von einer Zwiebelkuppel abgeschlossen.
Die Giebelfront zur Straße ist mit reichem Zierfachwerk geschmückt und die Eckständer des Erdgeschosses sind diamantiert. Das Obergeschoss und der Giebel sind mit geschwungenen Rauten verziert.